# Dia de la ratificació (EUA)
El Dia de la ratificació als Estats Units és l'aniversari de la proclamació del congrés de la ratificació del tractat de París el 14 de gener de 1784 a la Casa d'Estat de Maryland a Annapolis, Maryland, pel Congrés de la Confederació. Aquest acte va posar fi a la guerra revolucionària nord-americana.

## Proclamació del Congrés
Les Revistes del Congrés Continental informen que el Congrés de la Confederació va publicar una proclamació l'11 d'abril de 1783, "Declarant el cessament d'armes" contra Gran Bretanya. Els articles preliminars per la pau van ser aprovats pel Congrés el 15 d'abril de 1783 i el Tractat de París va ser ratificat el 14 de gener de 1784.

## Debat del Congrés
A causa d'un cru hivern el 1783-1784, només els delegats de set dels tretze estats van estar presents al Congrés. Segons els Estatuts de la Confederació, feia falta un mínim de nou estats firmar el tractat. Una facció creia que set estats podrien ratificar el tractat, argumentant que es limitaven a ratificar i no a crear a cap tractat. A més, és poc probable que els delegats requerits poguessin arribar a Annapolis abans del termini de ratificació.
La facció de Thomas Jefferson creia que era necessari la presència de mínim 9 estats per ratificar el tractat. Sinó, seria un engany que la Gran Bretanya acabaria descobrint, i ho utilitzaria com a excusa per anul·lar el tractat. Jefferson va afirmar que seria una "prostitució deshonrosa" del Gran Segell dels Estats Units.

## El compromís de Jefferson
Jefferson va ser elegit per dirigir un comitè de membres d'ambdues faccions i va arribar a un compromís. Tenint en compte que només hi havia set estats presents, el Congrés aprovaria una resolució afirmant que els set estats presents estaven a favor de la ratificació del tractat per unanimitat, però no estaven d'acord amb les competències del Congrés per ratificar-ho amb només set estats. Que si bé només hi eren presents set estats, el seu acord unànime a favor de la ratificació serviria per aconseguir la pau. La votació no establiria un precedent per a futures decisions; el document seria enviat als ministres nord-americans a Europa on se'ls demanava que esperessin fins que pogués arribar un tractat ratificat per nou estats i que sol·licitessin un aplaçament de tres mesos. Tanmateix, si Gran Bretanya insistia, els ministres haurien de fer servir la ratificació dels set estats, afirmant que no hi havia un congrés complet.
En qualsevol cas, els delegats de Connecticut i Carolina del Sud van arribar al darrer moment i nou estats van ratificar el tractat. S'enviaren tres exemplars per separat a través de missatgeria, per assegurar-se el lliurament.